# Интелигентен пластилин
Интелигентният пластилин е играчка от силиконови полимери, която има необичайни физични свойства.
Съдържа вискоеластичен течен силикон, вид ненютонов флуид, което го кара да действа като гъста течност в дълъг период от време и като еластично твърдо тяло в кратък период от време. Създаден е погрешка по време на проучвания за заместител на каучука от САЩ по време на Втората световна война.
Първообраза на Интелигентния пластилин се появява в САЩ под името „Silly Putty“, впоследствие се появяват много негови разновидности базирани на същия материал като „Thinking Putty“, „Bouncing Putty“, „Tricky Putty“ и „Potty Putty“ вече в много повече цветове и с повече свойства, като флуоресцентност и промяна на цвета от топлина. В България навлиза под търговското наименование „Интелигентен пластилин“.

## Описание
Интелигентният пластилин е известен със своите необичайни характеристики: подскача, когато е оформен като топка, чупи се на малки парчета, когато се приложи голяма сила върху него за кратък период от време и действа като течност, когато му действа сила за продължителен период от време. При бавно дърпане Интелигентният пластилин се разтяга почти до безкрай, но при рязко дърпане се къса като хартия. При удар с чук се втвърдява временно и се пръска на малки парчета.
Съществуват повече от трийсет вида Интелигентни пластилини, като някои от тях притежават и допълнителни свойства: светят в тъмното, променят си цвета при промяна на температурата, привличат се от магнит.

## История
По време на Втората световна война, Япония окупира страни, които са основни производители на естествен каучук. Каучука е бил жизненоважен за производството на салове, гуми, авто и самолетни части, противогази и ботуши. В САЩ гражданите са насърчавани да даряват своите резервни гуми, както ботуши и палта. Междувременно правителството финансира проучване за създаване на синтетичен каучук, който да реши проблема с недостига.
През 1943 г. д-р Earl Warrick се присъединява към новосформираната Dow Corning Corporation. Неговите проучвания са фокусирани към създаването на синтетичен заместител на каучука. Въпреки че не успява да произведе подходящ материал преди края на войната, един от резултатите от неговите експерименти е бил материал подобен на пластилин с доста странни свойства. През 1949 г. този материал достига до Ruth Fallgatter – собственик на магазин за играчки. Тя се свързва с Peter Hodgson – маркетинг консултант. Двамата решават да предложат странната материя като оригинална играчка. Въпреки че се продава добре, Ruth Fallgatter се отказва да предлага играчката. За разлика от нея Hodgson вижда потенциала и. В следващите години той ще продаде милиони бройки.

## Други приложения
Интелигентният пластилин освен като играчка за моделиране, намира и доста други приложения: антистрес играчка, за рехабилитация при травми на ръцете, при упражнения за ръцете.